# Parque del Oeste

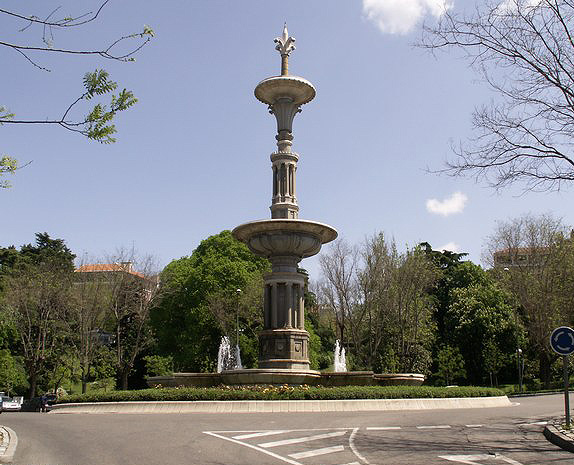
Fontein Juan de Villanueva

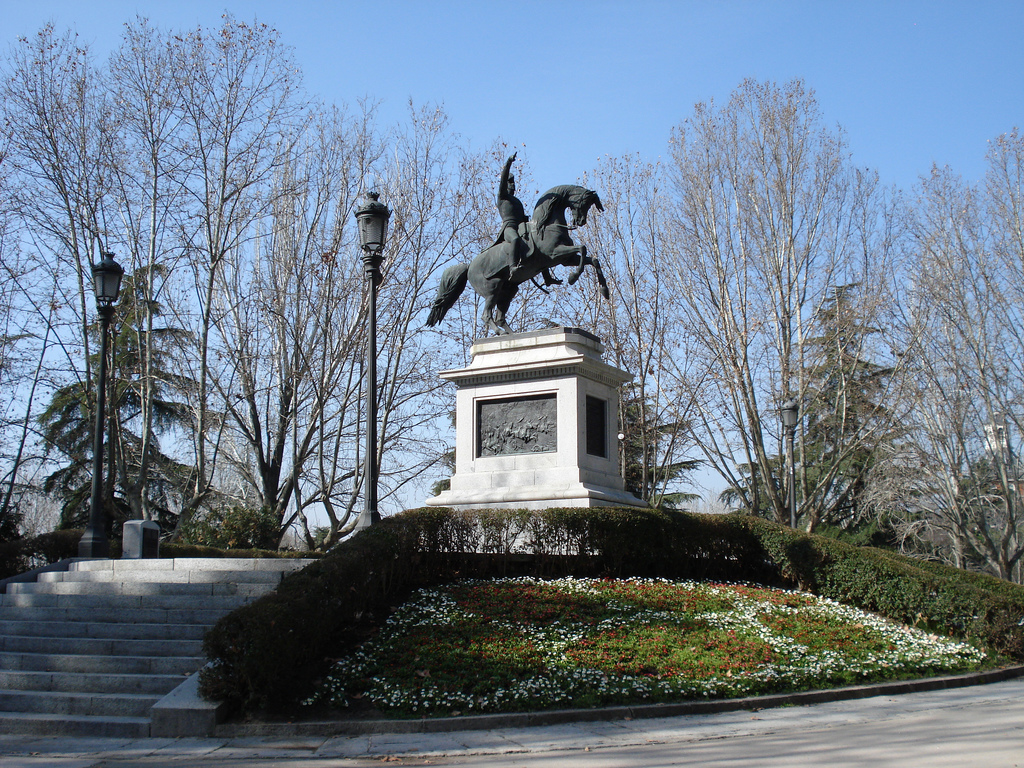
Monument van José de San Martín

Parque del Oeste is een park in het westen van de Spaanse hoofdstad Madrid, in de wijk Moncloa-Aravaca. Het park werd geopend door de burgemeester Alberto Aguilera in 1906. In het park is een rozentuin waar jaarlijks een internationale rozenwedstrijd wordt gehouden.
In het zuidelijke deel van het park bevindt zich de Tempel van Debod.